# NGC 5827
NGC 5827 (również PGC 53676 lub UGC 9662) – galaktyka spiralna (S?), znajdująca się w gwiazdozbiorze Wolarza. Odkrył ją Édouard Jean-Marie Stephan 8 czerwca 1880 roku. Jest to galaktyka z aktywnym jądrem.